# Isabella Gräfin von Tauffkirchen-Engelberg

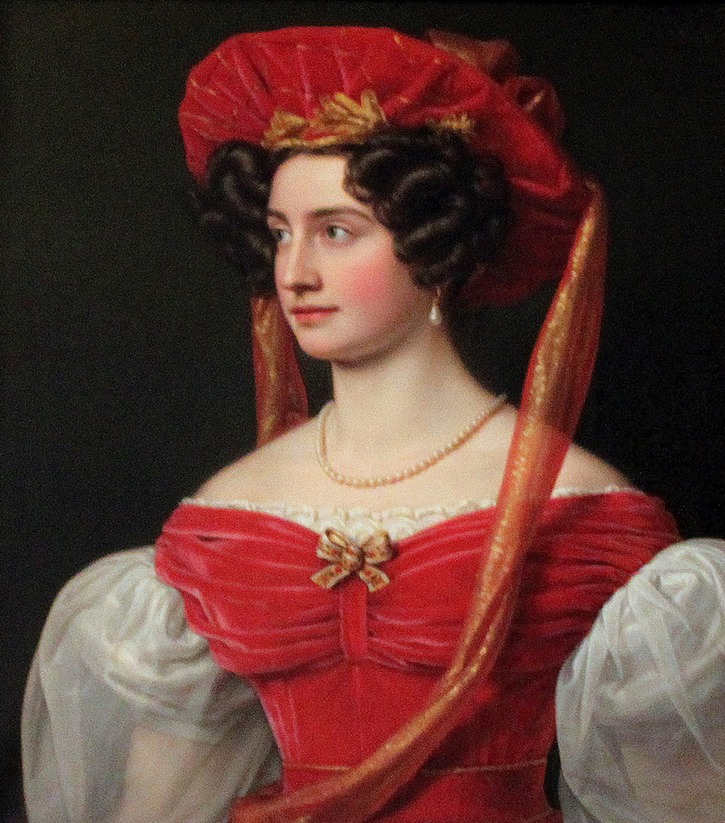
Isabella Gräfin von Tauffkirchen-Engelberg auf dem Gemälde in der Schönheitengalerie

Isabella Gräfin von Tauffkirchen-Engelberg (auch Isabella (Bella) Gräfin Tauffkirchen; * 11. März 1808 in München; † 13. Juni 1855) stammte aus dem bayerischen Adelsgeschlecht der Tauf(f)kirchen. Ihr Porträt wurde zwischen Januar und April 1828 durch den Porträtmaler Joseph Karl Stieler für die berühmte Schönheitengalerie des bayerischen Königs Ludwig I. gemalt.

## Herkunft
Sie war die Tochter des Grafen Maximilian Emanuel Joseph Maria Carl, Graf von Tauffkirchen zu Guttenburg und Engelburg, und seiner Gemahlin Maria Anna Gräfin Lodron-Laterano und Castell Romano. Ihr Vater hatte die Militärakademie besucht und dort Ingenieurskenntnisse erworben. Er bekleidete Hofämter. So hatte er die Stellung eines Oberstleutnants à la suite, war Oberst-Silberkämmerer und galt als guter Kenner und Förderer der Mechanik.

## Leben
Am 20. April 1830 heiratete sie den Grafen Hektor Julian Roman Graf von Kwilecky auf Kwicz im Großherzogtum Posen (Preußen, jetzt Polen). Sie hatten zwei gemeinsame Söhne. Die Ehe endete mit dem Tod ihres Ehemanns am 30. August 1843. Sie selbst starb am 13. Juni 1855.
Der König ließ die dunkelhaarige Schönheit in prachtvoller roter Samtrobe mit bauschigen weißen, halb durchsichtigen Puffärmeln und mit einem roten gerafften Hut mit golddurchwirkten Bändern darstellen. Sie ist eine der Repräsentantinnen des bayerischen Adels in König Ludwigs Galerie. Ihr Bildnis gehörte zu den ersten zehn Schönheiten-Porträts, die im Jahre 1829 öffentlich präsentiert wurden.
Ihre Schwester Karoline Gräfin von Tauffkirchen auf Engelberg (* 1806), Ehrendame des Theresienordens, war verheiratet mit dem bayerischen General Karl Freiherr von Pflummern (1787–1850).